# Lietuvos Energija
WEERGEGEVENTITEL
Ignitis (Energie Litouwen) is een Litouws energiebedrijf dat volledig in handen van de Republiek Litouwen is.
De grootste thermische centrale in Litouwen: Energiecentrale Litouwen, valt onder beheer van dit bedrijf. Tot de Lietuvos Energija groep behoren verschillende dochterbedrijven, zoals Lietuvos dujos (gas) en AB LESTO (elektriciteits netwerk).